# Guillermo de Sajonia-Gotha-Altenburgo
Guillermo Carlos Cristián de Sajonia-Gotha-Altemburgo (en alemán: Wilhelm Carl Christian von Sachsen-Gotha-Altenburg; Gotha, 12 de marzo de 1701-Tonna, 31 de mayo de 1771) fue un príncipe alemán de Sajonia-Gotha-Altemburgo, una línea cadete de la rama ernestina de la Casa de Wettin. Sirvió como Generalfeldzeugmeister en los ejércitos del Sacro Imperio Romano Germánico.

## Familia
Era el segundo hijo superviviente del duque Federico II de Sajonia-Gotha-Altemburgo (1676-1732) y de su esposa, Magdalena Augusta (1679-1740), hija del príncipe Carlos Guillermo de Anhalt-Zerbst. El 17 de mayo de 1750 fue uno de los tres padrinos del príncipe Federico Guillermo de Gran Bretaña, el hijo más pequeño de la hermana menor de Guillermo, Augusta, y de Federico de Gales.

## Carrera militar
En 1734, se convirtió en Generalwachtmeister en las fuerzas del emperador Carlos VI del Sacro Imperio Romano Germánico, comandante de los mismos dos regimientos que su hermano mayor, Federico III de Sajonia-Gotha-Altemburgo, había liderado contra los franceses. En 1738 se convirtió en Generalfeldmarschallleutnant y en 1750 en Generalfeldzeugmeister. Hizo dos peticiones fallidas para ser elevado a Reichsgeneralfeldmarschall en 1753 y en 1760, y poco después renunció como Generalfeldzeugmeister para tomar como residencia Tonna.

## Matrimonio
En Hamburgo, el 8 de noviembre de 1742 contrajo matrimonio con Ana (1709-1758), hija de Cristián Augusto de Holstein-Gottorp, príncipe de Eutin, y una tía de la zarina Catalina II de Rusia. No tuvieron hijos.